# Morris Fisher
Pour les articles homonymes, voir Fisher.
Morris « Bud » Fisher, né le 4 mai 1892 à Youngstown et mort le 23 mai 1968 à Honolulu, est un tireur sportif américain. Quintuple champion olympique entre 1920 et 1924, le militaire de carrière prend sa retraite en 1941 en tant que sergent-artilleur.

## Biographie
Aux Jeux olympiques d'été de 1920 à Anvers, les Américains ne sont pas attendus en carabine, peu populaire aux États-Unis. Ils utilisent des carabines Springfield, plus légère et avec de plus courts barils que les carabines utilisées par les Européens. S'il n'ajuste pas sa carabine contrairement à ses compatriotes Carl Osburn et Willis Lee, et attend 20 minutes avant de tirer son premier tir, Fisher remporte la compétition en inscrivant 996 points, dont un excellent score de 361 points sur la position à genoux, où les tireurs sont autorisés à tirer assis, ce qu'il fait. Tireur expérimenté, le militaire de l'United States Marine Corps Morris Fisher tire avec son arme de service. Il joue du violon pour se relaxer.
Aux Jeux olympiques d'été de 1924 de Paris, Bud Fisher totalise le plus de points dans les épreuves par équipe, contribuant au succès des Américains. Dans le concours individuel à 600 m, le champion olympique en titre également la performance de son compatriote Carl Osburn avec une série de 95 points avant de le battre en barrage sur le score de 48 à 45 points pour remporter son cinquième titre olympique.

## Palmarès
- Jeux olympiques d'été de 1920 à Anvers (Belgique) :
  -  Médaille d'or en carabine libre 3 positions à 300 m ;
  -  Médaille d'or en carabine libre par équipes ;
  -  Médaille d'or en carabine libre couché 3 positions à 300 m.

- Jeux olympiques d'été de 1924 à Paris (France) :
  -  Médaille d'or en carabine à 600 m ;
  -  Médaille d'or en carabine par équipes.